# Bibā
Bibā es un distrito de la gobernación de Beni Suef, Egipto. En julio de 2017 tenía una población estimada de 469 488 habitantes.
Se encuentra ubicado cerca de la ribera oeste del río Nilo, a unos 115 km al sur de El Cairo.